# 特雷比紹夫區
48°37′47″N 21°43′11″E / 48.62972°N 21.71972°E

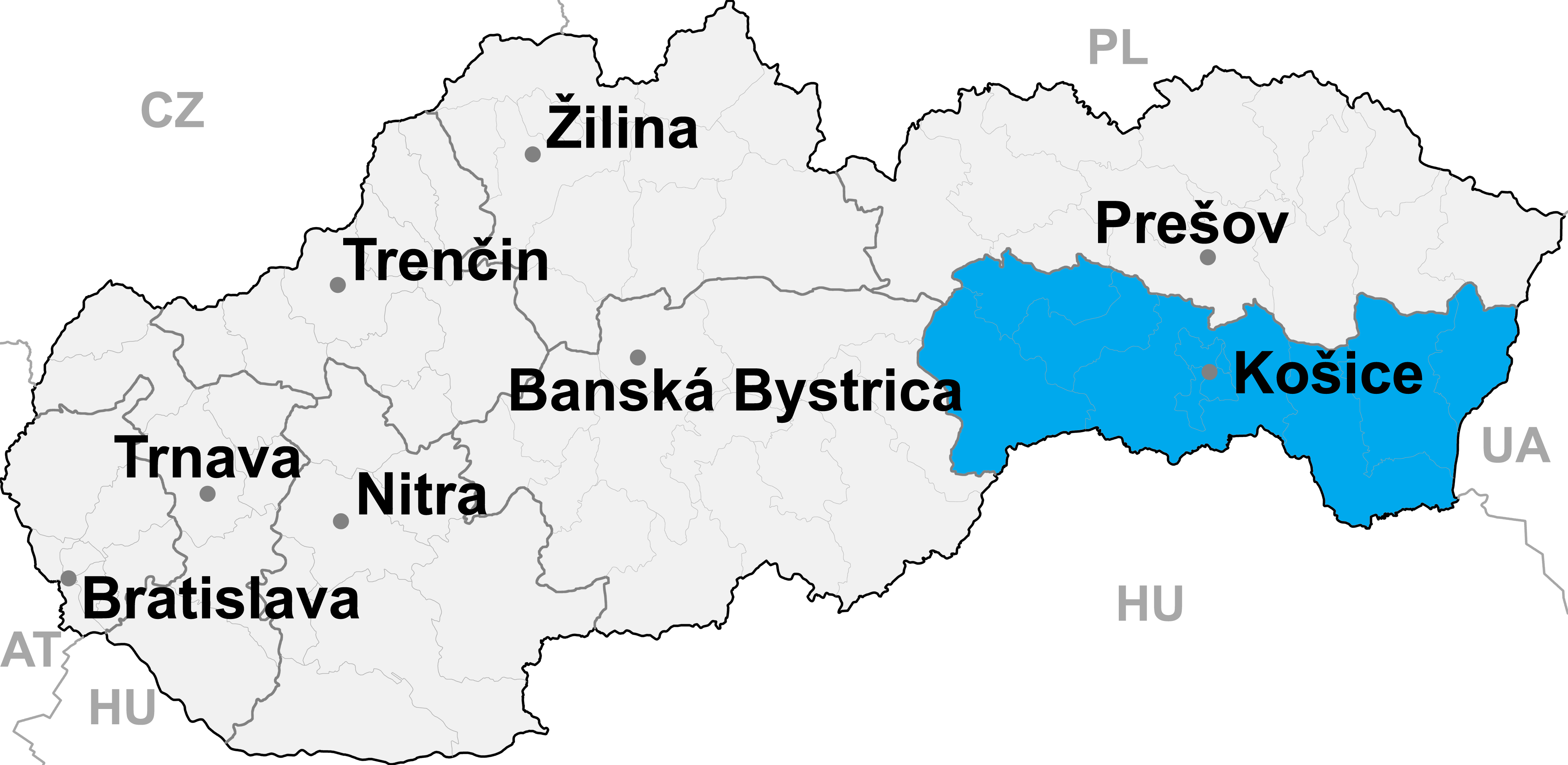

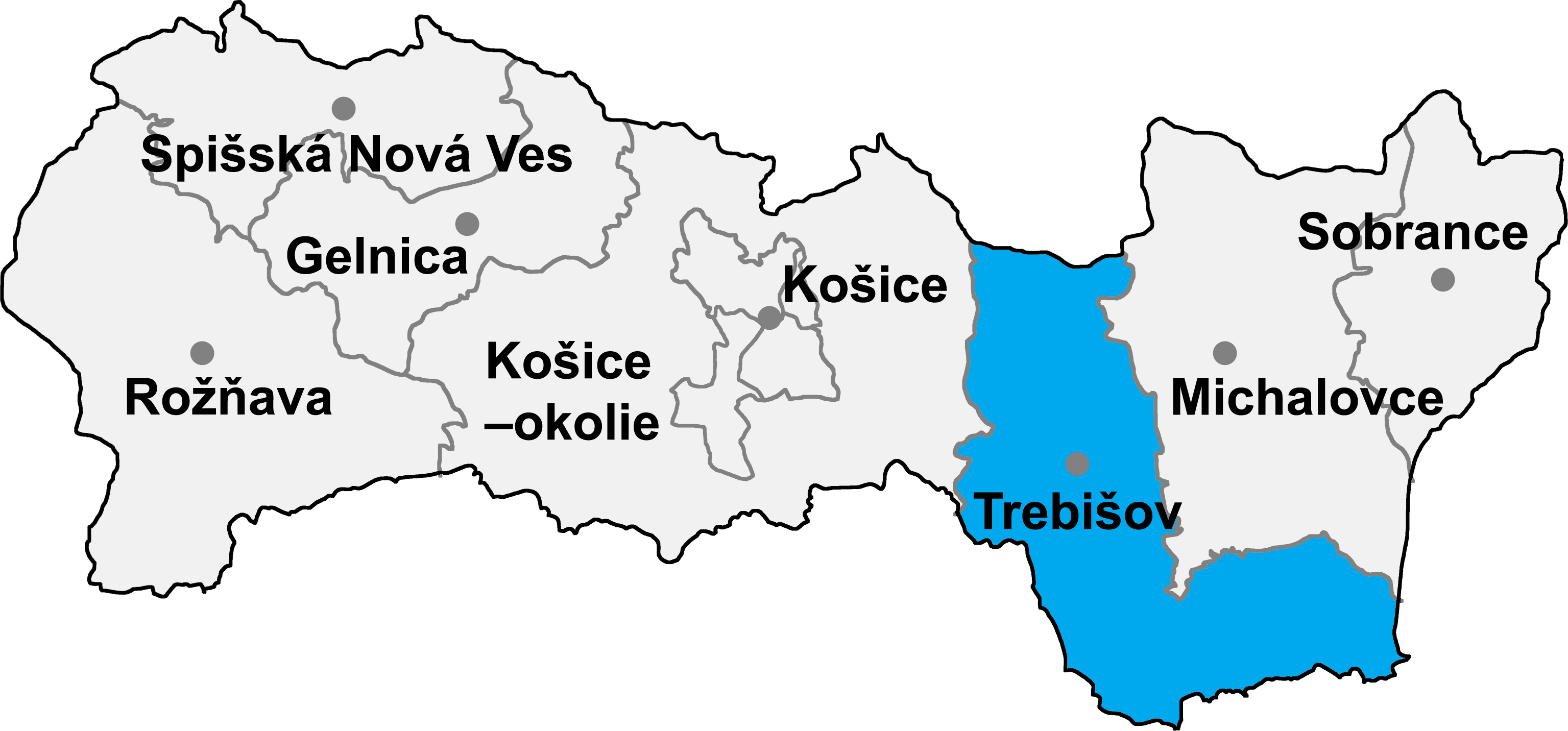

特雷比紹夫區，是斯洛伐克的一個區，位於該國東南部，由科希策州負責管轄，面積1,074平方公里，2001年該區人口103,779，人口密度每平方公里97人。